# Zogang
| Tibetische Bezeichnung                           |
| ------------------------------------------------ |
| Tibetische Schrift: མཛོ་སྒང་རྫོང་                    |
| Wylie-Transliteration: mdzo sgang rdzong         |
| Offizielle Transkription der VRCh: Dzogang Dzong |
| Chinesische Bezeichnung                          |
| Vereinfacht: 左贡县                              |
| Pinyin:Zuǒgòng Xiàn                              |

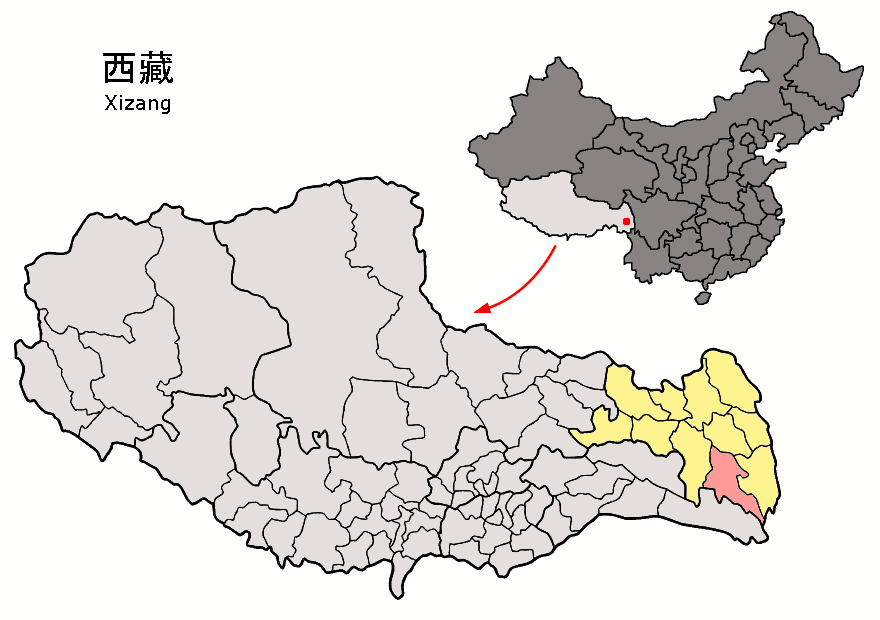
Lage des Kreises Zogang (rosa) in Qamdo

Der Kreis Zogang (Dzogang) gehört zum Verwaltungsgebiet der Stadt Qamdo im Osten des Autonomen Gebiets Tibet in der Volksrepublik China. Die Fläche beträgt 11.868 Quadratkilometer und die Einwohnerzahl 46.608 (Stand: Zensus 2020). 1999 zählte Zogang 41.326 Einwohner.

## Administrative Gliederung
Auf Gemeindeebene setzt sich der Kreis aus drei Großgemeinden und sieben Gemeinden zusammen. Diese sind (Pinyin/chin.):
- Großgemeinde Wangda 旺达镇
- Großgemeinde Tiantuo 田妥镇
- Großgemeinde Zhayu 扎玉镇

- Gemeinde Dongba 东坝乡
- Gemeinde Zonglinka 中林卡乡
- Gemeinde Meiyu 美玉乡
- Gemeinde Xialinka 下林卡乡
- Gemeinde Bitu 碧土乡
- Gemeinde Renguo 仁果乡
- Gemeinde Raojin 绕金乡